# ساشا اوروایدر
ساشا اوروایدر (انگلیسی: Sascha Urweider؛ زادهٔ ۱۸ سپتامبر ۱۹۸۰ ‏(۴۴ سال)) دوچرخه‌سوار اهل سوئیس است.